# Larry Carlton
Larry Carlton, właśc. Larry Eugene Carlton (ur. 2 marca 1948 w Torrance) – amerykański gitarzysta wykonujący instrumentalny pop, rock i jazz fusion. Zdobywca 3 nagród Grammy, w tym za temat muzyczny z serialu Hill Street Blues.

## Dyskografia
| - With A Little Help (1968, Uni) - Singing / Playing (1973, Blue Thumb) - Larry Carlton (1977, Warner Bros. Records) - Strikes Twice (1979, Warner Bros. Records) - Sleepwalk (1981, Warner Bros. Records) - Eight Times Up (1983, Warner Bros. Records) - Friends (1983, MCA) - Last Nite (1986, MCA) - Alone / But Never Alone (1986, MCA) - Discovery (1986, MCA) - On Solid Ground (1989, MCA) - Collection (1990, GRP) - Renegade Gentleman (1991, GRP) - The Best Of Mr.335 (1992, Warner Bros. Records) - Kid Gloves (1992, GRP) - Larry & Lee (1995, GRP) - Christmas at My House (1995, MCA) - The Gift (1996, GRP) - Collection Vol.2 (1997, GRP) - Fingerprints (2000, Warner Bros. Records) - No Substitutions (2001, Favored Nations) - Deep Into It (2001, Warner Bros. Records) - Sapphire Blue (2003, JVC Music) - The Very Best of Larry Carlton (2005, GRP) - Firewire (2006, RCA Victor) - Larry Carlton with Robben Ford Live in Tokyo (2007, 335 Records) |  | - Against All Odds (1984, Virgin Records) (z Michelem Colombierem) - Larry Carlton Live (1987) - Star Licks Larry Carlton (1989) - Star Licks Larry Carlton Vol.2 (1992) - Larry Carlton Live At Montreal International Jazz Festival (1997) - Carlton Lukather Band – The Paris Concert (2001) - Appears in Eric Clapton's Crossroads Guitar Festival (2004) |